# Dorysarthrus sumakowi
Dorysarthrus sumakowi är en insektsart som beskrevs av Oshanin 1908. Dorysarthrus sumakowi ingår i släktet Dorysarthrus och familjen Dictyopharidae. Inga underarter finns listade i Catalogue of Life.